# ميغ كامبل
ميغ كامبل (بالإنجليزية: Meg Campbell)‏ هي كاتِبة وشاعرة نيوزيلندية، ولدت في 19 نوفمبر 1937 في بالميرستون نورث في نيوزيلندا، وتوفيت في 17 نوفمبر 2007.